# Амеландський діалект
Амеландський діалект (нід. Amelands, фриз. Amelânsk) — голландсько-фризький змішаний діалект, яким розмовляють на ватовому острові Амеланд, що належить провінції Фрисландія. Він виник у період з XVI по XVIII століття внаслідок змішання голландського діалекту з фризькою мовою, якою спочатку говорили на острові. Амеландський діалект особливо близький до мідсландського із сусіднього острова Терсхеллінг. Хоча він і зазнає сильного впливу нідерландської мови через масовий туризм, з іншого боку, це єдиний діалект Фризьких островів, який не під загрозою зникнення, і навіть більшість острівної молоді говорить ним.

## Історія
На Амеланді, так само як і на сусідніх островах Схірмонніког і Терсхеллінг, спочатку говорили фризькою мовою, але наразі це вже не так. Чому зараз на Амеланді, який був вільним островом, використовують голландський діалект, на відміну від західного та східного країв острова Терсхеллінг, що належав з часів Середньовіччя до 1942 року Голландії і мав принаймні не менші контакти з материковою частиною Голландії, ніж Амеланд, не дуже зрозуміло. Однак, можливо, це пов'язано з дещо іншою історією Амеланду.
Через фрагментарність джерел про ранній амеландський майже нічого не відомо. Найстарішим джерелом є повість про Яна Гендріка Гейманса, записана у фризькому народному альманаху від 1842 року. Хоча лінгвісти вже досить тривалий час цікавляться амеландським, до другої половини ХХ століття було зроблено мало досліджень. У 1970-х роках Фризька Академія, яка вважає себе охоронцем всієї, у тому числі і нефризької, культурної спадщини Фрісландії, взялася до справи. Перші конкретні плани щодо створення словника амеландського датуються 1974 роком. З 1977 року протягом десяти років вони наполегливо працювали над реалізацією цих планів, де більшу частину роботи виконав Антон Ауд. У результаті всіх цих зусиль у 1987 році, нарешті, вийшов «Woa'deboek van ut Amelands».
Створення стандартного правопису, що ґрунтувався на складі словника, призвело до того, що з того часу діалект став частіше використовуватися як письмова мова. Наприклад, у місцевій газеті є колонка амеландським. Крім того, діалект використовується острівними поп-музикантами, такими як гурт «Gang is Alles» та голлюмським театральним об'єднанням «Nut en Genoegen», який регулярно ставить на сцені п'єси амеландським і навіть в одному з минулих років виїжджав до Амстердаму, щоб грати там для громади з Амеланду. У листопаді 2016 року Фризька Академія опублікувала «Groat Amelander Woa'edboek», над яким лінгвіст Сібрен Дік працював шістнадцять років. Основу цього нового словника створив «Woa'deboek van ut Amelands», створений Антоном Аудом, який доопрацьовувався ним до його смерті в 2006 році. Дік продовжив роботу, і в результаті було отримано переглянуту версію амеландського словника, до якого також доданий голландський глосарій, щоб можна було шукати слова і голландською.

## Носії мови
На Амеланді переважна більшість населення все ще розмовляє своїм діалектом. Дослідження, проведене в 2002 році, показало, що 62,5% старшокласників на острові все ще використовують амеландську як рідну мову. Хоча вони використовували все більше нідерландських та англійських запозичень у своїй мові, і певна група старих діалектних слів зникла, дослідники стверджують, що це не обов'язково має сприйматися як згасання діалекту, оскільки єдина мова, яка не змінюється — це мертва мова.
Крім того, те ж дослідження показало, що ще 15,2% учнів старших класів спілкувалися вдома амеландською та нідерландською. З однолітками 62,1% дітей говорили амеландською, а 25,8% — англійською та амеландською. Дослідники дійшли висновку, що загалом 87,9% школярів на острові використовували амеландську у своєму повсякденному житті. Коли їх згодом опитали, 100% (132) учнів відповіли, що вони розуміють амеландською, 95,2% — що вони можуть говорити, 76,8% — читати та 48,0% — писати. Якщо додати ці цифри на додаток до висновків, зібраних дослідниками з Фризької Академії у 1994 році щодо знання західнофризької мови у Фрісландії, то вийде наступне:
|           | Західнофризька (1994) | Амеландський (2002) |
| --------- | --------------------- | ------------------- |
| розуміють | 94%                   | 100%                |
| говорять  | 74%                   | 95,2%               |
| читають   | 65%                   | 76,8%               |
| пишуть    | 17%                   | 48,0%               |

Таким чином, амеландський діалект потрапив в унікальне становище, оскільки майже всі інші діалекти в Нідерландах поступово занепадають, особливо щодо використання серед молоді. Незрозуміло, чому амеландський зайняв таку виняткову позицію, ймовірно, свою роль зіграло те, що жителі Амеланду були більш закриті для зовнішнього світу, ніж, наприклад, жителі інших Фризьких островів. У результаті це ускладнює інтеграцію сторонніх на острові.
Тим не менш, нове дослідження, проведене Meine Bonthuis у 2016 році, показало картину, яка радикально змінилася порівняно із ситуацією чотирнадцять років тому. У 2016 році більше половини школярів, 52%, говорили між собою нідерландською, і лише 29% говорили амеландською. З іншого боку, з батьками та іншими членами сім'ї амеландською говорили майже так само часто, як у 2002 році.
Немає доступних даних про загальну кількість тих, хто говорить амеландською або про відсоткове відношення до населення острова. Але якщо припустити, що кількість розмовляючих на діалекті серед старших поколінь вища, ніж серед молоді, що є досить поширеною, то відсоток 80% тих, хто розмовляє амеландською, можливо, буде цілком реальним. З населенням острова 3600 осіб загальна кількість носіїв амеландської мови становитиме майже 2900 осіб.